# Тюркаслан, Ахмет Эйюп
Ахмет Эйюп Тюркаслан (тур. Ahmet Eyüp Türkaslan; 11 сентября 1994 года, Явузели, Турция — 6/7 февраля 2023 года, Малатья, Турция) — турецкий футболист, вратарь. Во время землетрясения в Турции 6 февраля 2023 года оказался под завалами и позднее был найден мёртвым.

## Футбольная карьера
Являлся воспитанником «Газиантепспора». В «Бугсашспоре» перешёл в 2013 году, где сыграл 40 матчей; в 2016—2017 годах отправился в аренду в «Османлыспор». За этот клуб впервые сыграл 3 июня 2017 года в 38-м туре чемпионата Турции; в этом матче команда проиграла «Бешикташу» со счётом 4:0. После этого он перешёл в «Османлыспор» на постоянной основе, где находился на протяжении следующих трёх сезонов, прежде чем перейти в «Умраниеспор» в 2020 году. На следующий сезон подписал контракт с «Ени Малатьяспор». За клуб сыграл два матча, пропустил 5 мячей.

## Смерть
Пропал без вести во время землетрясения в Турции 6 февраля 2023 года вместе со своей женой. Некоторые источники сообщили о смерти Тюркаслана, однако президент «Ени Малатьяспора» Хаджи Ахмет Яман опроверг эти сообщения. Его жена была спасена из-под завалов и просила о помощи в социальных сетях. Она добавила, что на месте, где находился её муж, не было ни экскаваторов, ни кранов. 7 февраля 2023 года он был найден мёртвым. На момент смерти ему было 28 лет.